# فرودگاه اولوخاکتوک هلمان
فرودگاه اولوخاکتوک هلمان (به انگلیسی: Ulukhaktok/Holman Airport) یک فرودگاه همگانی باربری با کد یاتا YHI است که یک باند فرود شن دارد و طول باند آن ۱۳۱۱ متر است. این فرودگاه در کشور کانادا قرار دارد و در ارتفاع ۳۶ متری از سطح دریا واقع شده است.

## شرکت‌های هواپیمایی و مقصدهای پروازی
| شرکت‌های هواپیمایی                     | مقصدهای پروازی     |
| ------------------------------------- | ------------------ |
| First Air                             | کوگلوکتوک، یلونایف |
| Kenn Borek Air operating by اکلاک ایر | اینوویک مایک زوبکو |